# Zoran Krpetić
Zoran Krpetić (Split, 1955. – Split, 7. rujna 2019.), hrvatski fotograf, dizajner, grafičar,  na glasu i kao vrsni kuhar i poznavatelj mora i morske faune, "faca Splita bez koje ne mo'š ništa zamislit", aktivan na polju upoznavanja javnosti na polju darivanja i transplatacije organa u Hrvatskoj

## Životopis
Rodio se u Splitu. Od rane mladosti zaljubljenik u fotografiju. U rodnom je gradu završio Umjetničku školu 1975. godine. Od sljedeće je godine zaposlenik triljske Cetinke kao dizajner i fotograf. Od 1984. do 1988. godine bio je nastavnik na odjelu Fotografije u Školi za primijenjene umjetnosti u Splitu. Izlagao je na brojnim skupnim izložbama. Samostalno je izlagao 30 puta. U kontinuitetu je izlagao od 1977. godine. Bio je član Fotokluba Split, HULU – a Split i Udruge Transplant Zagreb. Krpetićevim fotografijama prikazan je Split "okom, uhom, glasom, njuhom i sluhom" u dokumentarnom filmu Splitska fotorinolaringologija. Kako je stanovao u Dioklecijanovoj palači, s pogledom na Rivu, imao je mogućnost napraviti jedinstvenu seriju fotografija najpoznatije pozornice grada Splita koje dokumentiraju vrijeme jer je snimao u raznim godišnjim dobima, a izložbe nastale od njih su "Povratak u budućnost, povratak u p.m." i "Stađuni – 35 godina u jednom kadru". Zabilježio je skoro sva zanimljiva politička, športsko-navijačka, socijalna, meteorološka, tradicijska, građevinsko-urbanistička događanja na Rivi i u okolnom prostoru. Mnogo je pomogao pri etabliranju umjetničke galerije Po bota Tome Bebića u kafić, kad ju je Tomin sin Goran Bebić Patak prenamijenio u kafić koji će ubrzo postao glavni u Splitu, Krpetić je pomogao pokrivši zidove slikama, fotografijama, nekim njegovim originalnim grafikama i uz to je vrsno pripremao marende i razna jela na temelju ribe i morskih plodova, što je sve bilo vrsna delicija jer se Krpetić razumio u sve dalmatinske trave i arome. 2003. je izveo performans Devet suhih pasa i jedna maška u sklopu 33. Splitskog Salona 2003. godine u splitskoj galeriji Po Bota u spomen na pokojnog Tomu Bebića, te "kao poticaj povratka iskonu: ognjištu pradjedova kroz svjestan odnos prema hrani kakav su oni stoljećima njegovali".

## Vanjske poveznice
- HULU Split Galerija radova: Zoran Krpetić